# Pilsbryspira kandai
Pilsbryspira kandai é uma espécie de gastrópode do gênero Pilsbryspira, pertencente a família Pseudomelatomidae.